# Авария Як-40 в Тбилиси
Авария Як-40 в Тбилиси — авиационная авария, произошедшая ночью понедельника 2 октября 1978 года у аэропорта Тбилиси. Авиалайнер Як-40 Ульяновского ОАО предприятия «Аэрофлот» завершал выполнять регулярный пассажирский рейс по маршруту Ульяновск — Волгоград — Тбилиси, но при подлёте к Тбилисскому аэропорту у лайнера отказала гидросистема. Экипаж кружил в районе аэропорта около часа для выработки топлива, а после чего экипаж совершил вынужденную посадку на переднюю стойку шасси и выкатился за пределы ВПП, после чего столкнулся со столбом и упал в котлован. Никто из 30 человек на борту — 26 пассажиров и 4 членов экипажа, не погиб, ранения получили все (из них 3 — тяжёлые).
Согласно причинам аварии, основной причиной аварии стал отказ гидросистемы, который был вызван разрушением трубопровода заправки гидробака из-за замерзания конденсата воды.

## Самолёт
Як-40 с бортовым номером СССР-87544 (заводской — 9530942, серийный — 42-09) был выпущен Саратовским авиационным заводом в 6 августа 1975 года и к 1 октября передан Министерству гражданской авиации СССР, которое направило его в Ульяновский авиаотряд Приволжского управления гражданской авиации.

## Экипаж
Состав экипажа данного рейса был таким:
- Командир воздушного судна (КВС) — А. П. Лежанкин;
- Второй пилот — А. А. Гусева;
- Бортмеханик — И. А. Алексеев;

В салоне авиалайнера работала стюардесса Н. Абашина.

## Хронология событий
2 октября 1978 года, вечером в 20:30 местного времени (17:30 UTC) со взлётно-посадочной полосы Волгоградского аэропорта Гумрак с 26 пассажирами и 4 членами экипажа вылетает Як-40 борт СССР-87544, летящий из Ульяновска в Тбилиси с промежуточной остановкой в Волгограде. Всего на его борту находились 30 человек: 26 пассажиров и 4 члена экипажа.

### Отказ гидросистемы
При подходе к аэропорту назначения, самолёт начал снижаться на автопилоте, когда из-за утечки отказала основная гидросистема. Возникли предельные нагрузки по продольному каналу, в связи с чем автопилот по нему отключился. Стабилизатор при этом находился полётном положении (0°). Тогда экипаж в течение часа совершал полёт по схеме аэропорта, чтобы выработать топливо для снижения веса самолёта и подготовиться к аварийной посадке. Также экипаж действуя по РЛЭ попытался запустить аварийную гидросистему, чтобы затем выпустить шасси и закрылки, однако это у него не получилось, из-за неполноты указанной в РЛЭ схемы. Экипаж на 1 минуту запустил аварийную насосную станцию, но рабочее давление в гидросистеме так и не создалось, в связи с чем экипаж отказался от попыток её запустить и попытаться совершить посадку на грунтовую взлётно-посадочную полосу без выпуска основных опор шасси. При такой посадке в РЛЭ было указано выпустить переднюю опору шасси с помощью ручки механического выпуска, хотя в этом случае пробег значительно увеличивался, нежели при посадке на фюзеляж («на брюхо»). Экипаж несколько минут обсуждал этот момент, после чего командир принял решение действовать по РЛЭ и выпустить переднюю опору шасси. Опора вышла и встала на замок.

### Авария
Когда самолёт был на предпосадочной прямой, экипаж уменьшил режим работы двигателей до малого газа, при этом скорость превышала допустимую на 20—30 км/ч, но пилоты не могли её снизить, так как закрылки без рабочей гидросистемы было невозможно выпустить. Посадка осуществлялась уже ночью, аэропорт был окружён горами, а топлива к тому времени уже оставалось мало, поэтому командир принял решение не уходить на второй круг .
На скорости 250 км/ч Як-40 коснулся полосы передней стойкой и помчался по ней почти не снижая скорости. Экипаж пытался опустить хвост самолёта, но возникающие при увеличении угла атаки подъёмная сила и экранный эффект отделяли самолёт от земли. Тогда были предприняты попытки снизить скорость за счёт касания земли крылом, но они не дали существенного замедления. На скорости 165 км/ч авиалайнер вылетел за пределы полосы, после чего врезался левой плоскостью крыла в бетонный столб ограждения аэропорта. От удара плоскость оторвало, а самолёт развернуло влево на прямой угол (90°), после чего он уже мчался по земле боком. Носовая стойка шасси зарылась в землю, из-за чего пилотскую кабину отломило в районе 8-го шпангоута и повернуло вправо. Далее Як-40 перескочил кучи грунта и с высоты 8 метров рухнул в котлован. Фюзеляж разломило в районе аварийного люка, а крепления боковых двигателей отломились. Пожара при этом не возникло. Аварийные службы, которые находились у начала полосы и вынужденные затем догонять самолёт, прибыли к месту крушения через 7 минут.

### Травмы
В результате происшествия все пассажиры и члены экипажа получили разные травмы. Самые тяжёлые были у второго пилота и двух пассажиров — компрессионный перелом позвоночника. Однако никто из находящихся на борту не погиб.

## Расследование
Заключение: Причиной аварии самолета является разрушение трубопровода заправки гидробака из-за замерзания в нем конденсата воды. Нарушение герметичности гидромагистрали привело к падению давления наддува в гидробаке, создаваемого двигателями, и послужило причиной отказа аварийной гидросистемы, что является недостатком конструкции в обеспечении автономной работы гидросистемы, что привело к невыпуску основных стоек шасси, закрылок и посадке самолёта на фюзеляж.
На основании проведенных расчетов установлено, что посадочная дистанция для самолёта Як-40 в данной полетной конфигурации увеличивается до 3000 м. Руководством по летной эксплуатации это не предусмотрено и не могло быть учтено экипажем при расчете на посадку.
— 

## Последствия
После данного происшествия в РЛЭ самолётов Як-40 были внесены изменения:
- отменена рекомендация о выпуске передней стойки шасси при посадке с отказом выпуска основных опор шасси;
- добавили предупреждение о том, что аварийная гидросистема работоспособна только до высоты 2000 метров и что время выхода насосной станции на режим 3 минуты;
- добавили рекомендацию о выключении среднего двигателя в полёте для уменьшения скорости[1].